# Байма (язык)
Байма (Bai Ma, Baima, Pe, кит. упр. 白马语) — тибетский язык, на котором говорит народ байма в уезде Вэньсянь провинции Ганьсу; в уездах Сунгчу, Цзючжайгоу и Пинъу центральной части провинции Сычуань в Китае.
У байма существуют северный (вэньсяньский), южный (пинъуский), западный (цзючжайгоуский, сунпаньский) диалекты.